# Faviidae
Faviidae é uma família de cnidários antozoários da subordem Faviina, ordem Scleractinia. Seus representantes são popularmente conhecidos como corais-cérebro.

## Géneros
Estão descritos 36 géneros:
- †Antillia Duncan, 1864
- †Antillophyllia Vaughan, 1932
- †Astrogyra Felix, 1900
- †Ceratophyllia von Fritsch, 1878
- †Circophyllia Milne Edwards & Haime, 1848
- Colpophyllia Milne Edwards & Haime, 1848
- †Cricocyathus Quenstedt, 1879
- †Cyclomussa Wells, 1941
- †Cycloria Reuss, 1854
- †Dactylosmilia d'Orbigny, 1849
- †Desmocladia Reuss, 1874
- †Diplocoeniastraea d'Achiardi, 1880
- Diploria Milne Edwards & Haime, 1848
- †Eugyra de Fromentel, 1857
- Favia De Blainville, 1820
- †Hadrophyllia Budd & Johnson, 1999
- †Indosmilia Gerth, 1933
- Isophyllia Milne Edwards & Haime, 1851
- †Lamellastraea Duncan, 1868
- †Leptomussa d'Achiardi, 1867
- †Liptodendron Eliášová, 1991
- Manicina Ehrenberg, 1834
- †Matejkia Eliášová, 1974
- Mussa Oken, 1815
- Mussismilia Ortmann, 1890
- Mycetophyllia Milne Edwards & Haime, 1848
- †Myriophyllia d'Orbigny, 1849
- †Petrophylliella Felix, 1925
- †Psammophora de Fromentel, 1879
- Pseudodiploria Fukami, Budd & Knowlton, 2012
- †Rhabdophylliopsis Alloiteau & Tissier, 1958
- Scolymia Haime, 1852
- †Stylocora Reuss, 1872
- †Syzygophyllia Reuss, 1860
- †Thysanus Duncan, 1863
- †Variabilifavia Barta-Calmus, 1973